# Bernard Grandmaître
Bernard Grandmaître (né le 24 juin 1933) est un homme politique provincial et municipal canadien de l'Ontario. Il représente la circonscription de Ottawa-Est à titre de député du Parti libéral de l'Ontario de 1984 à 1999.

## Biographie
Né à Eastview dans la région d'Ottawa en Ontario, Grandmaître étudie dans les écoles de la région. Propriétaire d'une petite entreprise de Vanier durant 13 ans, il est fait membre èa vie du Centre francophone de Vanier et un membre des Chevaliers de Colomb actif.

## Politique
Grandmaître entame sa carrière publique en devenant échevin de la ville de Vanier de 1969 à 1974 et ensuite maire de 1974 à 1980 et de 1982 à 1984.
Tentant une carrière en politique provinciale en 1981 dans Carleton-Est, il perd contre Bob MacQuarrie, mais devance la future ministre Evelyn Gigantes.

### Au gouvernement
Élu lors d'une élection partielle visant à remplacer le député Albert Roy, Grandmaître n'a aucune difficulté à être élu, car Ottawa-Est est un bastion libéral.
Réélu en 1985, les Libéraux forment un gouvernement minoritaire dans lequel il occupe le poste de ministre des Affaires municipales et de ministre responsable des Affaires francophones dans le gouvernement de David Peterson. À cette fonction, il joue un rôle majeur dans l'adoption de la Loi sur les services en français en 1986.
Réélu dans un gouvernement majoritaire en 1987, Grandmaître est élu confortablement avec une majorité de 15 000 voix. Le 29 septembre 1987, il devient ministre du Revenu et conserve la responsabilité des Affaires francophones. Il est démis du cabinet le 2 août 1989,.

### Dans l'opposition
Réélu en 1990 et en 1995,, les Libéraux se retrouvent dans l'opposition. En 1996, il soutient Dalton McGuinty pour l'obtention du poste de chef des Libéraux lors de la course à la chefferie (en) de 1996. Il ne se représente pas en 1999.

## Récompenses et honneurs
En 2013, il devient membre de l'Ordre du Canada pour les récompenser de son action pour favoriser la vitalité et la croissance de la communauté francophone de l'Ontario. Une aréna et une école catholique francophone de Riverside South, dans la région d'Ottawa, sont nommées à son nom.